# بوينغ 64
بوينغ طراز 64 طائرة تدريب ثنائية السطح بمحرك واحد أمريكية صنعتها بوينغ في عشرينيات القرن العشرين، لكنها فشلت في الحصول على أي طلبات.
بُني طراز 64 بواسطة بوينغ على نفقتها الخاصة، وتم تقديمه لكل من الجيش الأمريكي والبحرية الأمريكية كطائرة تدريب أساسية ومدفعية.
بُني جسم الطائرة والذيل باستخدام أنابيب فولاذية ملحومة، بينما صُنعت الأجنحة والأعمدة من الخشب. أُعيد استخدام تصميم الأجنحة ذي الحجرتين، الذي كان قد طُوّر في نموذج سابق 21/NB، وذلك لتجاوز المشكلات الديناميكية الهوائية. ولأغراض تدريب المدفعية، صُمم هيكل قمرة القيادة الخلفي بشكل قابل للإزالة ليحمل حلقة مدفع ومدفعًا رشاشًا مرنًا. كما يمكن تركيب مدفع متزامن ثابت لإطلاق النار عبر المروحة.
حلقت بوينغ طراز 64 لأول مرة في فبراير 1926.
استُبدل الأجنحة لاحقًا بأخرى تستخدم جناح NACA Munk M-12 الأكثر سمكًا، الذي يتطلب مجموعة واحدة فقط من الدعامات. وطارَت الطائرة بتعديلاتها الحديثة للمرة الأولى في 31 أغسطس 1926.
بُيعت الطائرة لشركة Pacific Air Transport، ثم زُوِّدت لاحقًا بمحرك Wright J-5 قبل أن يُعاد بيعها لمالك خاص.

## المشغلون
- الولايات المتحدة
- Pacific Air Transport

## المواصفات (طائرة مائية)

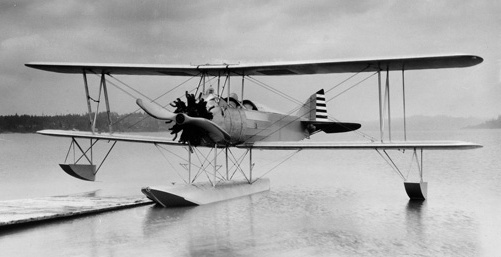
صورة أمامية لطائرة بوينج 64 على العوامات

### الخصائص العامة
- طاقم الطائرة: 2

- الطول: 83 قدمًا و3 بوصات (25.38 مترًا)
- باع الجناح: 36 قدمًا و10 بوصات (11.23 مترًا)

- الارتفاع: 11 قدمًا و1 بوصة (3.38 مترًا)

- مساحة الجناح: 344 قدمًا مربعًا (32.0 مترًا مربعًا)
- الوزن الفارغ: 2140 رطلًا (971 كجم)
- الوزن الإجمالي: 2840 رطلًا (1288 كجم)
- محرك الدفع: محرك شعاعي Wright J-3 مكون من 9 أسطوانات، 200 حصان (150 كيلو وات)

محرك شعاعي يستخدم حدبة لضبط توقيت تحرك الأسطوانات

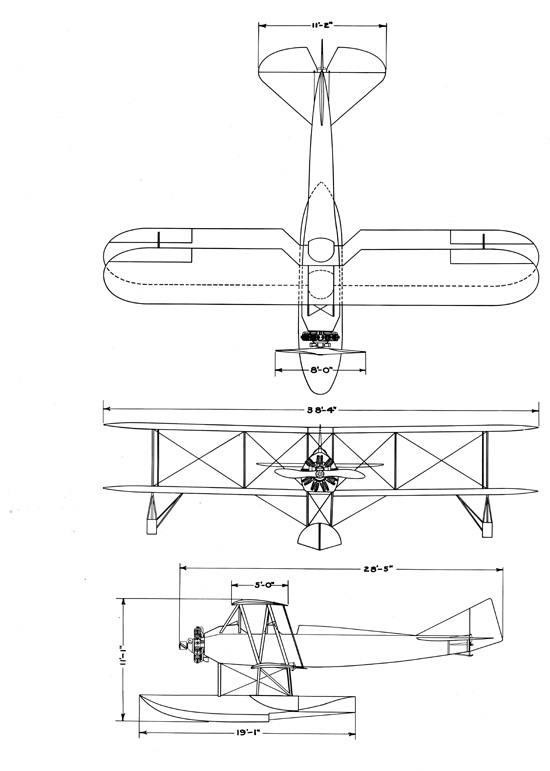
التصميم الهيكلي لطائرة بوينغ 64

### الأداء
- السرعة القصوى: 93.3 ميلًا في الساعة (150 كم/ساعة، 81.1 عقدة)
- سرعة الانطلاق: 84 ميلًا في الساعة (135 كم/س، 73 عقدة)
- المدى: 250 ميل (400 كم، 220 ميل بحري)
- السقف الخدمي: 7500 قدم (2286 متر)
- معدل الصعود: 410 قدم/دقيقة (2.1 متر/ثانية)

### التسليح
- مدفع رشاش عيار 0.30 بوصة (7.7 ملم).